# LiSA
Pour les articles homonymes, voir Lisa.
 (octobre 2021).
Risa Oribe (織部 里沙, Oribe Risa), née le 24 juin 1987, est une chanteuse-autrice-compositrice de musique teen pop japonaise originaire de Seki connue sous le pseudonyme LiSA (acronyme de Love is Same All,). Elle a commencé sa carrière au lycée où elle forma un groupe de rock indépendant.

## Biographie
L'expérience musicale d'Oribe a commencé à l'âge de 3 ans : sur les suggestions de sa mère, elle a pris des cours de piano privés. Bien qu'elle ait été une écolière timide en maternelle, elle appréciait ses cours de musique. En primaire, LiSA a été inspirée à chanter après avoir vu le groupe SPEED à la télévision. Elle prit ensuite des cours de danse et de chant, qui ont continué pendant son collège. Pendant ses études élémentaires, elle a participé à une audition tenue au Nippon Budokan, et c'est à ce moment-là qu'elle décide de devenir une artiste. Au lycée, elle forma un groupe qui reprenait des chansons d'Avril Lavigne, Love Psychedelico (en), et Ego-Wrappin' (en).
Oribe a commencé sa carrière de chanteuse en 2005, pendant sa première année de lycée dans le groupe de rock Chucky, qui reprenait principalement des chansons d'autres artistes. Pendant sa 2e année, le groupe a reçu le conseil de commencer à faire leurs propres chansons de la part de leurs pairs ; finalement, la réputation du groupe a tellement grandi qu'ils font un concert à Osaka et Nagoya en plus de Gifu. Bien que ses notes au lycée étaient bonnes, elle décida de ne pas aller à l'université, malgré les recommandations de ses professeurs, afin de se concentrer sur son travail dans le groupe Chucky. Néanmoins, après l'obtention du diplôme, en raison d'horaires variables au sein des membres du groupe, il est devenu difficile de continuer à jouer. Après le démantèlement du groupe en juillet 2008, elle s'installe à Tokyo afin de poursuivre sa carrière de chanteuse.
LiSA est révélée au grand public en 2010 en interprétant la bande originale de l'anime Angel Beats! et en doublant l'une des deux chanteuses du groupe de rock imaginaire Girls Dead Monsters. Elle est désormais connue pour avoir chanté d'autres thèmes d'animes, comme Fate/zero, Sword Art Online et Demon Slayer: Kimetsu no Yaiba. En 2025, elle interprète notamment les openings des saisons deux des animés Solo Loveling et Shangri-La Frontier.
Depuis 2011, elle a également commencé une carrière solo avec son album Letters to U sous le label Aniplex, filiale de Sony Music Entertainment Japan, elle y restera jusqu'au 1er avril 2017, date à laquelle elle passe chez SACRA MUSIC, un label discographique également affilié à la SMEJ créé spécialement pour promouvoir les activités de ses artistes à l'international. Deux best ofs, LiSA BEST -Day- et LiSA BEST -Way- sortent en 2018 et reprennent les principaux succès de ses quatre premiers albums.

## Style musical et influences
LiSA cite Avril Lavigne, Oasis, Green Day, Paramore, Ke$ha et Rihanna parmi ses influences musicales, ainsi que son passage dans Chucky. LiSA a notamment écrit les paroles de certaines de ses chansons dans ses albums Landspace et Launcher, ainsi que les paroles des singles "Bright Flight / L. Miranic", "Shirushi" et "Rally Go Round" ; "Rally Go Round" a été co-écrit avec l'auteur-compositeur Shin Furuya. LiSA a été décrite par Dennis Amith de J!-ENT comme une jeune femme avec du style, une belle voix et la capacité d'adopter différents styles musicaux.

## Vie privée
Le tabloïd hebdomadaire japonais Shūkan Bunshun (週刊文春, Shūkan Bunshun, lit. « Bunshun hebdomadaire ») a rapporté que LiSA et le seiyū & chanteur japonais Tatsuhisa Suzuki s'étaient fiancés en mai 2019. En janvier 2020, les deux personnalités ont révélé publiquement leur relation et ont annoncé qu'ils s'étaient mariés. Le 25 avril 2023, LiSA annonce la naissance de son premier enfant sur une publication Instagram.

## Discographie

### Albums studio
- 2012: Lover"s"mile
- 2013: Landspace
- 2015: Launcher
- 2017: Little Devil Parade
- 2020: LEO-NiNE
- 2021: LADYBUG

### EPs
- 2011: Letters to U
- 2016: LUCKY Hi FiVE!
- 2021: LADYBUG

### Compilations
- 2018: LiSA BEST -Day-
- 2018: LiSA BEST -Way-

### Singles
| Titre                     | Date | Meilleure position | Album               |
| Titre                     | Date | Oricon             | Album               |
| ------------------------- | ---- | ------------------ | ------------------- |
| Thousand Enemies          | 2010 | 4                  | Keep the Beats!     |
| Little Braver             | 2010 | 2                  | Keep the Beats!     |
| Ichiban no Takaramono     | 2010 | 3                  | Keep the Beats!     |
| oath sign                 | 2011 | 5                  | Lover"s"mile        |
| crossing field            | 2012 | 5                  | Landspace           |
| best day, best way        | 2013 | 6                  | Landspace           |
| Traümerei                 | 2013 | 15                 | Landspace           |
| Canvas boy x Palette girl | 2013 | —                  | Landspace           |
| Rising Hope               | 2014 | 4                  | Launcher            |
| BRiGHT FLiGHT / L.Miranic | 2014 | 8                  | Launcher            |
| Shirushi                  | 2014 | 3                  | Launcher            |
| Rally go Round            | 2015 | 12                 | Little Devil Parade |
| Empty Mermaid             | 2015 | 10                 | Little Devil Parade |
| Brave Freak Out           | 2016 | 9                  | Little Devil Parade |
| Catch The Moment          | 2017 | 4                  | Little Devil Parade |
| Datte Atashi no Hero.     | 2017 | 7                  | LiSA BEST -Day-     |
| Ash                       | 2017 | 5                  | LiSA BEST -Way-     |
| ADAMAS                    | 2018 | 2                  | LEO-NiNE            |
| Gurenge (紅蓮華)          | 2019 | 3                  | LEO-NiNE            |
| Unlasting                 | 2019 | 4                  | LEO-NiNE            |
| Homura (炎)               | 2020 | 1                  | Non issu d'un album |
| Saikai (再会)             | 2020 | —                  | Non issu d'un album |
| Akeboshi (明け星)         | 2020 |                    | Non issu d'un album |
| Dawn                      | 2021 | 5                  | Non issu d'un album |
| Hadashi no Step           | 2021 | À venir            |                     |